# 嬪
嬪，又稱皇嬪，是中國古代皇帝妃嫔的一種位号，亦見於東亞其他地區，如古代日本、朝鮮半島、越南等。嬪最早見於上古時期周禮中的記載：「一后（嫡妻）、三夫人、九嬪、二十七世婦、八十一御妻，凡一百二十一人」，而在之後的朝代對於嬪的使用仍時有可見：

## 中國

### 魏、晉時期
- 魏時期的魏文帝設置貴嬪，位在皇后之下。
- 西晉武帝時沿用周禮中的記載而設置淑妃、淑媛、淑儀、修華、修容、修儀、婕妤、容華、充華，位視九卿，稱九嬪。

### 南北朝時期
- 南朝齊在南齊太祖建元元年，經禮司奏請而設置九嬪：修華、修儀、修容、淑妃、淑媛、淑儀、婕妤、容華、充華。
- 南朝陳在南陳世祖天嘉初年設置許多後宮位號，其中有九嬪：淑媛、淑儀、淑容、昭華、昭容、昭儀、修華、修儀、修容等，各一人。
- 北魏在北魏高祖孝文帝的孝文漢化政策同時，改革後宮制度，後宮位號皆位視朝中官員，其中有：三嬪，位視三卿；六嬪，位視六卿
- 北齊初年後宮有過嬪的位號，而北齊世祖於河清年間制定新的宮制，其中亦有嬪的位號：
  - 上嬪：隆徽、光猷、昭訓，位視三卿。
  - 下嬪：宣徽、宣明、凝暉、凝華、順華、光訓，位視六卿。

### 隋、唐時期
- 隋朝初年因皇后獨孤伽羅善忌，因此後宮位號儉樸，雖有設置但並不實際作為皇妾，其中有：
  - 嬪，三員，掌教四德，視正三品。

在獨孤伽羅崩後，隋文帝才又增加後宮位號，並將嬪擴充到定員九人。隋煬帝繼位後，自治嘉名以充實後宮，其中有九嬪：順儀、順容、順華、修儀、修容、修華、充儀、充容、充華，品正第二。
- 唐朝初，李渊開國時，所設置的後宮位號中便有九嬪：昭儀、昭容、昭媛、修儀、修容、修媛、充儀、充容、充媛，各一人，正二品。除九嫔之外，有贵嫔之号。李渊的妾室莫丽芳在武德元年逝世，追赠贵嫔。其后李渊杨嫔的位号亦可能是贵嫔。此后，仅唐玄宗后宫有一位杨贵嫔。她的贵嫔之号，有研究者认为是“贵妃”（尊贵的皇妃）、“贤妃”（贤明的皇妃）类似用作泛称，可解释为“尊贵之嫔”[1]:275。据杨贵妃的称号，有研究者进一步指出贵嫔是妃以下嫔妃的泛称，而下嫔则是宝林、御女、采女之类低阶妃嫔的泛称[2]。

### 宋、金時期
- 宋朝的宮制，經過幾代皇帝的經營之下日漸完善，而後宮位號中有一階級為九嬪，但和其他朝代不同的是，以往的九嬪是的確只有九位，但宋朝的九嬪卻有整整十八位：太儀、貴儀、妃儀、淑儀、婉儀、順儀、順容、淑容、婉容、昭儀、昭容、昭媛、修儀、修容、修媛、充儀、充容、充媛。
- 金朝宮制雖幾經修改，但仍沿用九嬪的規制：昭儀、昭容、昭媛、修儀、修容、修媛、充儀、充容、充媛，正二品。

### 元、明、清時期
- 元朝時期後宮位號樸素簡單，只設有簡單的皇后、妃、嬪三等級，但人數不定。
- 明朝前期后宫自后妃下杂置诸宫嫔，间以婕妤、昭仪、贵人、美人等位号。中期嘉靖帝时，初设九嬪。其后有多有册封，嫔位人数无定，位在皇后之下的第四等。
  - 嘉靖十年（1531年）二月，嘉靖帝在三十位淑女中“慎选九人以充九嫔，所有应行礼仪”交给礼部处理。礼部尚书李时等制定册封礼仪[3]。三月初二日，册封淑女方氏、郑氏、王氏、阎氏、韦氏、沈氏、卢氏、沈氏、杜氏人为嫔[4]。
- 清朝初年後宮體制較為简单，入关前和顺治朝用妃、福晋、格格等封号。康熙朝渐定制為：皇后以下为皇貴妃、貴妃、妃、嬪、貴人、常在、答應。此時定制是嬪位在皇后之下的第四等，並定員六人。[5]

## 日本
- 日本平安時代前期，嬪是天皇嬪御的位階之一，為四等級中最低等的，定員四人，但到後期代稱嬪的女御一詞逐漸獨立出來，且取代嬪的位號，之後嬪的位號便不再使用。

## 朝鮮半島
- 朝鮮半島在朝鮮王朝時期，嬪為地位僅次於王妃（國王正妻）的後宮位號，由王妃決議賜封給該後宮的封號，封號一般以寓意吉祥或代表美德的字。

## 越南
- 越南阮朝時，嬪是後宮一個位號，分別為後宮第三級的三階嬪和第四級的四階嬪、五階嬪三個等級[6]。

## 參看
- 宮嬪
- 王世子嬪